# Somma Lombardo
De Italiaanse gemeente Somma Lombardo ligt in de provincie Varese (Lombardije) nabij de rivier Ticino. Somma Lombardo is een belangrijk wolcentrum. Nabij de plaats zijn veel prehistorische vondsten gedaan. Er zijn in de rotsen inscripties uit de steentijd gevonden en een cromlech die uit meer dan 300 stenen bestaat.
Het belangrijkste bouwwerk van Somma Lombardo is het bijzonder fraaie Castello Visconteo uit de 13de eeuw. Het kasteel is gedurende het zomerseizoen (april-oktober) voor publiek geopend. Somma Lombardo en zijn kasteel zijn de herkomstplaatsen van het geslacht Visconti, dat gedurende lange tijd de titel hertog van Lombardije mocht dragen. Andere bezienswaardigheden van de plaats zijn de kerk Sant'Agnese en het Santuario della Madonna della Ghianda.
Ten westen van de stad loopt de rivier de Ticino waarvan de oevers tot beschermd natuurgebied zijn verklaard. Het intercontinentale vliegveld Malpensa ligt 5 kilometer ten zuiden van Somma Lombardo.

## Geboren
- Paolo Bailetti (1980), wielrenner